# 机械设计
機械設計是機械工程師必修的進階應用課程，內容主要是分析各機械元件在靜止或運動並承受負載狀態下，機械元件內部的應力分佈與應變(strain)。以及估計機械元件的幾何形狀、尺寸大小與其使用壽命，並做優化處理以增加機械效率。機械設計所需的基礎必修課程包括：微積分、工程數學、機械製圖、機械材料、靜力學、動力學、材料力學、熱力學、流體力學以及機構學（機件原理）。

## 设计过程

### 计划阶段
对所设计的机器的需求情况做充分的调查研究和分析。通过分析，进一步明确机器所应具有的功能，并为以后的决策提出由环境、经济、加工和时限等各方面所确定的约束条件。在此基础上，明确写出设计任务的全面要求和细节，最后形成设计任务书。

### 方案设计阶段
根据设计任务书提出的机器所必须达到的要求、最低要求、以及希望达到的要求进行综合分析，即这些功能能否实现，多项功能间有无矛盾，相互之间能否替代等。最后确定设计功能参数，作为下一步设计的依据。
确定功能参数后，提出可能采取的方案。对于机械设计，可按原动机部分、传动部分及执行部分进行分别讨论，较为常用的办法是先从执行部分开始讨论。还需要考虑配置辅助系统。最后对可行方案从技术、经济及环保等方面进行综合评价。

### 技术设计阶段
技术设计阶段的目标是绘制总装配草图和部件装配草图。同个各草图确定各部件及其零件的外形及基本尺寸，包括各部件之间的连接，零、部件的外形及基本尺寸。最后绘制零件图、部件装配图和总装配图。该阶段可分为机器的运动学和动力学分析、零件工作能力及尺寸的计算、部件和总装配草图设计、主要零件的校核四个主要阶段。

### 技术文件编制阶段
技术文件种类较多，主要包括设计说明书、使用说明书、标准件明细表等。

## 機械設計主要部件
- 銷（英语：Shear pin）
- 鍵
- 軸
- 柱
- 連杆機構
- 凸輪
- 齒輪
- 軸承
- 皮帶
- 帶輪
- 鍊條
- 鏈輪
- 鉚釘
- 螺栓
- 螺紋
- 螺杆
- 彈簧
- 密封圈